# District de Naka (Tokushima)
Pour les articles homonymes, voir District de Naka.
Le district de Naka (那賀郡, Naka-gun) est un district situé dans la préfecture de Tokushima, au Japon.

## Géographie

### Démographie
Selon une estimation du 1er décembre 2011, la population du district de Naka était de 9 076 habitants répartis sur une superficie de 694,86 km2 (densité de population de 13 hab./km2).

### Divisions administratives
Le district de Naka est constitué du bourg de Naka.